# Bernhard Neumann
Bernhard Hermann Neumann AC FRS (Berlim, 15 de outubro de 1909 — Camberra, 20 de outubro de 2002) foi um matemático britânico nascido na Alemanha.
Foi especialista e líder na teoria dos grupos, contribuindo decisivamente em seu desenvolvimento.